# Curtiss A-8
Il Curtiss A-8, indicato dall'azienda come Model 59 Shrike, fu un aereo da attacco al suolo, biposto, monomotore e monoplano ad ala bassa, sviluppato dall'azienda aeronautica statunitense Curtiss Aeroplane and Motor Company agli inizi degli anni trenta.
Realizzato su richiesta degli United States Army Air Corps (USAAC) per equipaggiare i propri reparti d'attacco con un nuovo modello che sostituisse i precedenti biplani, ritenuti oramai obsoleti, riuscì a ottenere la fiducia delle autorità militari venendo avviato alla produzione in piccola serie dalla Curtiss-Wright Corporation.

## Storia del progetto
Sul finire del 1929 l'USAAC, componente aerea dello United States Army (esercito statunitense), ritenne necessario un adeguamento tecnologico del proprio parco velivoli, abbandonando la soluzione con configurazione alare biplana per quella monoplana, meno agile ma dalle prestazioni complessive migliori, decidendo come primo intervento la sostituzione nelle unità destinate all'attacco al suolo dei Curtiss Falcon all'epoca in servizio.
Secondo le specifiche emesse, il nuovo aereo avrebbe dovuto essere biposto, monoplano, di costruzione interamente metallica ed equipaggiato con il motore Curtiss Conqueror.
L'ufficio tecnico della Curtiss Aeroplane and Motor Company avviò lo sviluppo di un modello atto allo scopo, introducendo nel progetto numerose soluzioni tecniche per l'epoca all'avanguardia. Particolare attenzione fu messa nel piano alare, adottando innovativi ipersostentatori sia sul bordo d'attacco (alula o slat), che si estendevano per tutta l'ala, che in quello d'uscita (flap).
Il prototipo, identificato secondo le convezioni di denominazione allora in vigore nell'esercito come XA-8 e numero di serie 30-387, venne portato in volo per la prima volta nel giugno del 1931, con sei mesi di ritardo rispetto al concorrente General Aviation XA-7. Il velivolo era equipaggiato con la versione C del Curtiss V-1570 Conqueror da 600 hp (447 kW), abbinato a un'elica tripala metallica a passo fisso. Le successive prove di volo comparative con l'XA-7 fecero emergere la proposta della Curtiss che ottenne un ordine di fornitura, emesso il 29 settembre 1931, per complessivi 13 esemplari, inizialmente cinque YA-8 (Model 59A) destinati a testare il modello in servizio operativo, a cui seguirono altre otto macchine, indicate come Y1A-8, l'anno successivo.

## Tecnica
Il Curtiss A-8 era un aereo dalla struttura interamente metallica, con fusoliera dotata di due abitacoli separati e disposti in tandem, entrambi inizialmente aperti e in un secondo tempo chiusi da cappottine aerodinamiche, e che terminava in un impennaggio di tipo classico monoderiva. L'ala era montata bassa a semisbalzo, collegata alla fusoliera tramite montanti a V collocati sull'estradosso con ulteriore rinforzo di numerosi tiranti in cavetto d'acciaio.
Il carrello d'atterraggio, fisso, si caratterizzava per le ampie carenature «a pantalone» degli elementi anteriori che lasciavano spuntare nella zona inferiore solo metà della ruota.
La propulsione, come richiesto dalle specifiche, era affidata a un motore Curtiss V-1570, un dodici cilindri a V di 60° raffreddato a liquido, collocato all'estremità anteriore del velivolo, in grado di sviluppare una potenza pari a 600 hp (447 kW) e azionante un'elica bipala a passo fisso.
L'armamento era costituito da cinque mitragliatrici calibro 7,62 mm (0,3 in), di cui quattro disposte a coppie e in caccia in ciascuna gamba di forza del carrello e una brandeggiabile a disposizione del secondo membro dell'equipaggio nell'abitacolo posteriore, e fino a quattro bombe da caduta da 55 kg (122 lb), disposte in rastrelliere subalari, o, in alternativa, dieci antiuomo a frammentazione da 14 kg (30 lb) sganciabili attraverso scivoli posti sulla fusoliera su entrambi i lati del serbatoio principale.

## Utilizzatori
Stati Uniti
- United States Army Air Forces

### Annotazioni
1. ↑  Benché la bibliografia citi più volte il modello come A-8 Shrike questo fu solo un nome dato dall'azienda e mai adottato ufficialmente dallo US Army.
2. ↑  Identificati operativamente con le sigle da «A-3» ad «A-6» a seconda delle versioni.

### Fonti
1. ↑  Bowers 1979, pp. 327-331.
2. ↑  Johnson 2008, p. 16.
3. 1 2 3 4  Curtiss A-8, Baugher 2000.
4. ↑  Rickard 2008, Curtiss A-8 Shrike.